# Paolo Gatti
Paolo Gatti (Roma, 8 giugno 1955) è un musicista italiano.
Chitarrista di formazione classica, alterna la sua attività di concertista a quella di compositore per spettacoli teatrali, per cinema e televisione.
Paolo Gatti, nell'arco della sua carriera ha collaborato con attori e registi quali Lina Sastri, Pino Micol, Sergio Rubini, Pippo Caruso, Ennio Morricone, Claudio Insegno, Enrico Montesano, Anna Mazzamauro, Flavio Bucci, Valeria Valeri, Attilio Corsini, Roberto Ciufoli, Pino Insegno, Lando Fiorini, Elena Bonelli.
È stato strettamente legato alla figura di Fiorenzo Fiorentini, considerato come "padre artistico" per ben 35 anni.
Insieme a lui ha fondato il Teatro Petrolini a Roma nel 1998, in via Rubattino 5, tuttora in attività.

## Biografia
Paolo Gatti nasce l'8 giugno 1955 a Roma. Sua madre Liliana Catte era conosciuta come attrice, costumista, regista e segretaria di produzione, mentre suo padre Luigi Gatti era stato un allievo dell'Accademia nazionale d'arte drammatica e in quel periodo svolgeva il ruolo di organizzatore teatrale lavorando per la compagnia di Gino Cervi, Luchino Visconti e Alberto Lupo.
Paolo mostra il suo talento musicale sin da piccolo e frequenta il Conservatorio Santa Cecilia intraprendendo lo studio della chitarra classica. Qui conosce maestri come Guglielmo Paparano, che nota la sua straordinaria bravura durante un'esibizione. Prende lezioni anche da Gianni Nucci, Enry Rivas, Bruno Battisti Da Mario, Francesco Romano e Carlo Esposito.
Inizia la sua carriera da musicista a 15 anni presso il Folkstudio, noto locale di Via Garibaldi. In questo ambiente vi sono giovani talentuosi come Antonello Venditti e Francesco De Gregori.
Nel 1973, con Teresa Gatta, pubblica con la It di Vincenzo Micocci il 33 giri Due gatti per Roma, vincendo il Telegatto nello stesso anno.
Nel 1980 pubblica insieme ad Alfonso Zenga l'album Sparklin Conversation per la CAM. Nel 1994 insieme a Fiorenzo Fiorentini fonda il teatro "Sala Testaccio". Nel 1998 viene aperto, sempre a Testaccio, in via Rubattino 5, il Teatro Petrolini.
Il 23 giugno 2003 in Campidoglio riceve il Premio simpatia insieme a Dora Ferré e Fabrizio Russotto.
Nel 2005 si esibisce insieme alla cantante Serena D'Ercole, al Parlamento europeo di Strasburgo.

Nel dicembre del 2006 viene invitato a Mosca al centro di canto Galina Pavlovna Višnevskaja. 

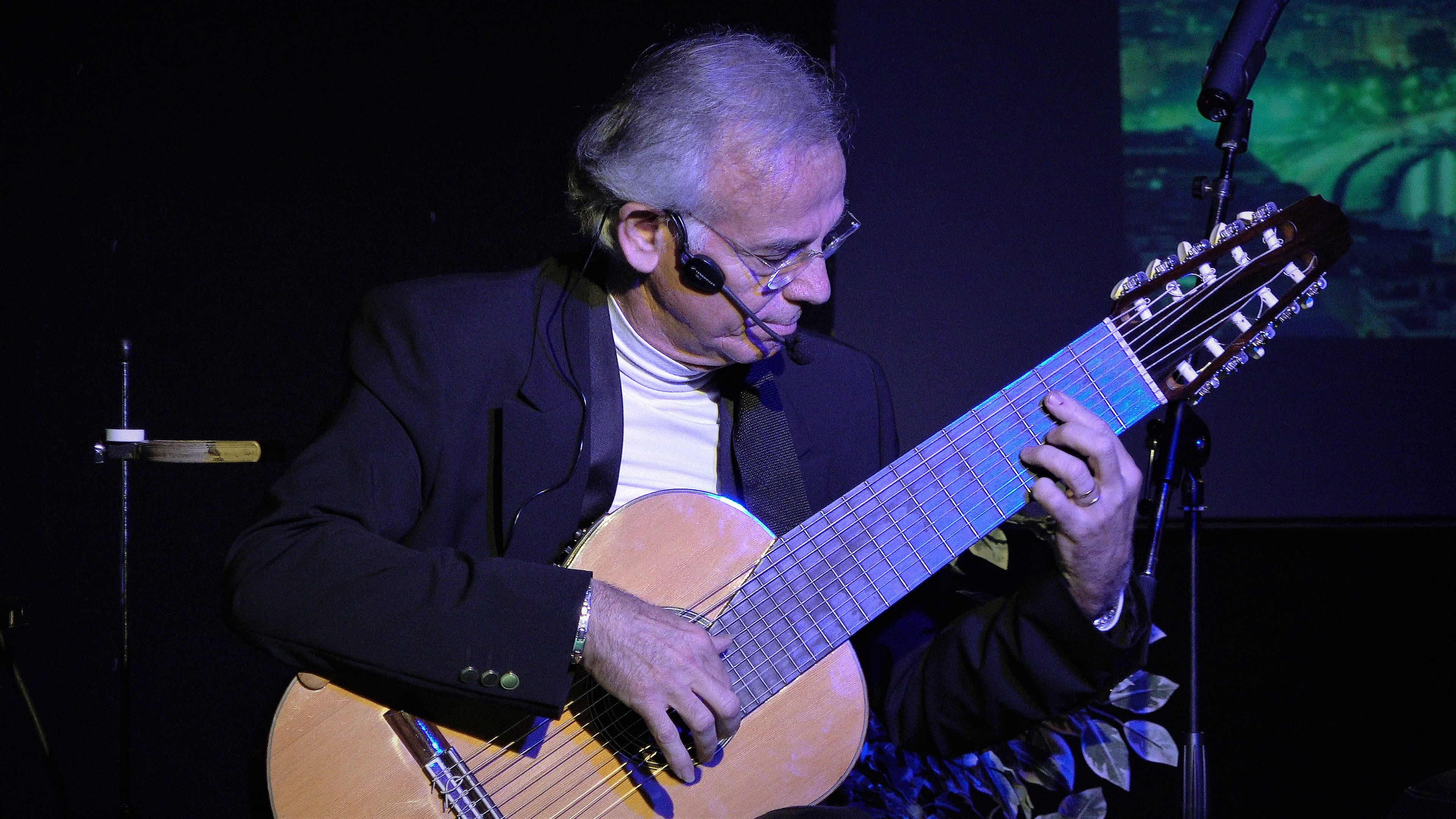
Paolo Gatti durante uno dei suoi concerti al Teatro Petrolini nel 2018

Nel 2010 porta in scena al Giardino degli Aranci la commedia "Flora e li mariti sua" di Norma Martelli con Claudia Campagnola.
A dicembre 2012 porta in scena lo spettacolo "Melodie romane a Natale" al Teatro Vittoria di Roma.

## Discografia

### Album in studio
- 1973 - Du' gatti pe' Roma
- 1980 - Sparklin Conversation
- 2005 - Melodie romane
- 2006 - Melodie romane 2

### Brani inediti
- 1993 - Saltarello in Re
- 2009 - Welcome To Rome
- 2009 - Goodbye Tokyo
- 2012 - Tarantella delle streghe
- 2014 - Roma de' Noantri

## Spettacoli

### Stagione estiva al Giardino degli Aranci
- 2003 - Tanto Pe' Canta
- 2004 - Quando Roma si racconta
- 2005 - Roma si racconta
- 2006 - Melodie Romane
- 2007 - Feste e fantasie romane
- 2008 - Alla scoperta di Roma
- 2009 - Canta Roma Canta
- 2010 - Donne Romane
- 2011 - Ar core nun se commanna
- 2012 - Ti 'a piaciato?
- 2013 - All'osteria dei Magnaccioni

### Stagione estiva al Teatro Petrolini
- 2014 - All'osteria der vino e ciambellino
- 2015 - Proverbi romani

## Filmografia
- Vieni avanti cretino, regia di Luciano Salce (1982)
- Tanto pè Cantà (Lazio è Musica) – regia di Carlo Lizzani

## Apparizioni televisive
- Maurizio Costanzo Show
- Unomattina

## Premi e riconoscimenti
- Premio Simpatia : ricevuto in Campidoglio il 23 giugno 2003

## Fonti

### Fonti
- Liliana Catte: In arte Lilla Katte con la kappa

## Galleria d'immagini

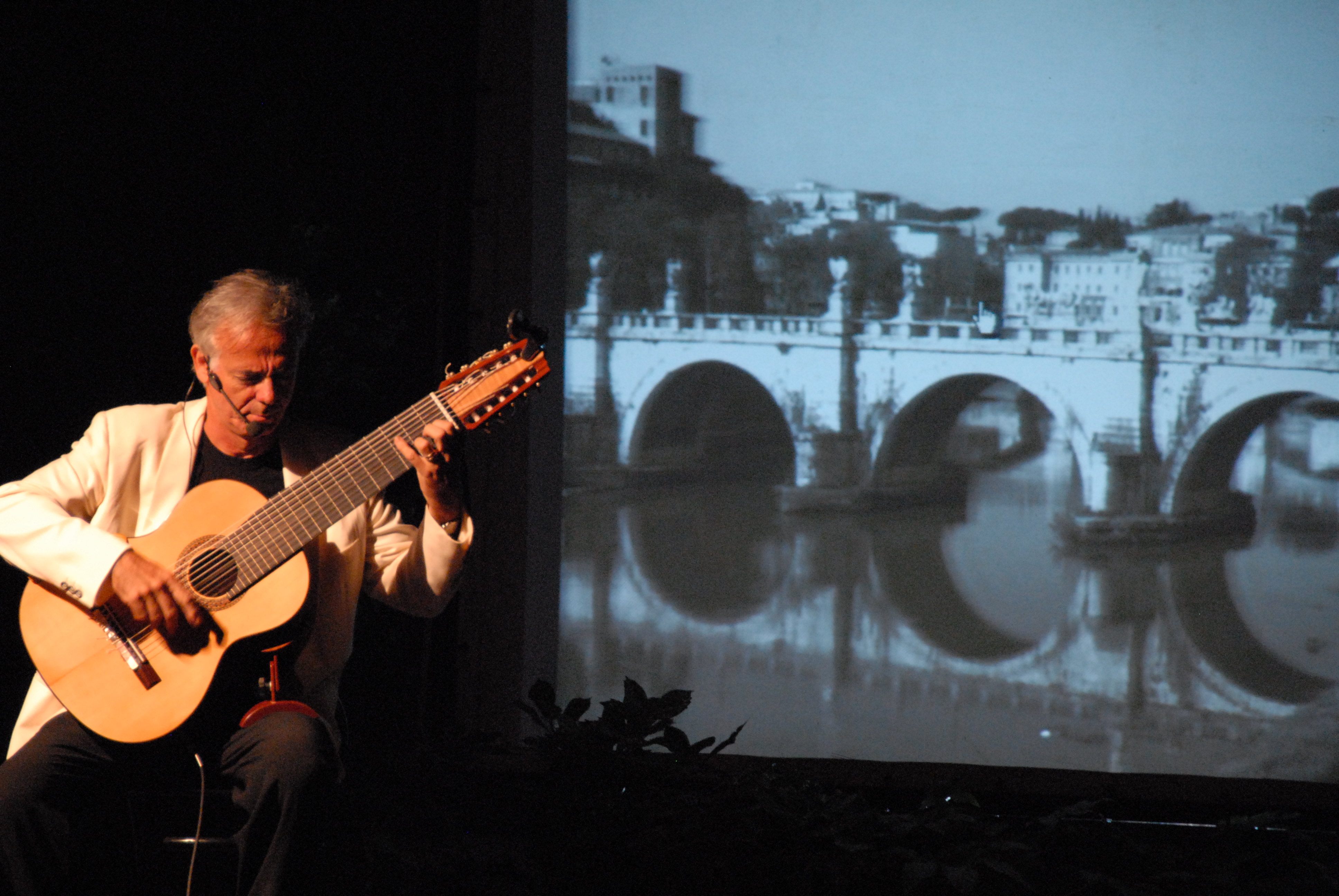
Paolo Gatti in concerto al Giardino degli aranci
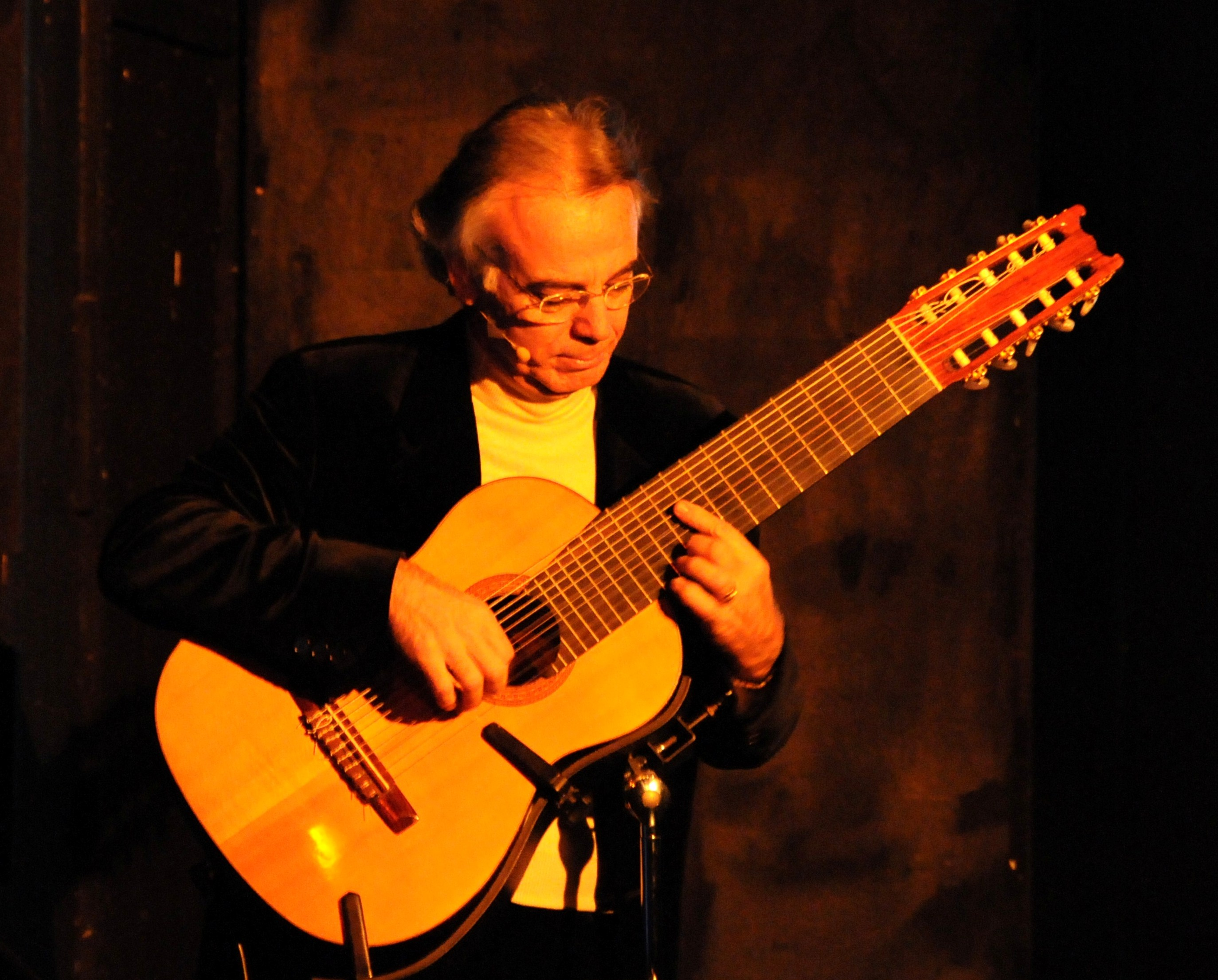
Paolo Gatti al Teatro Petrolini
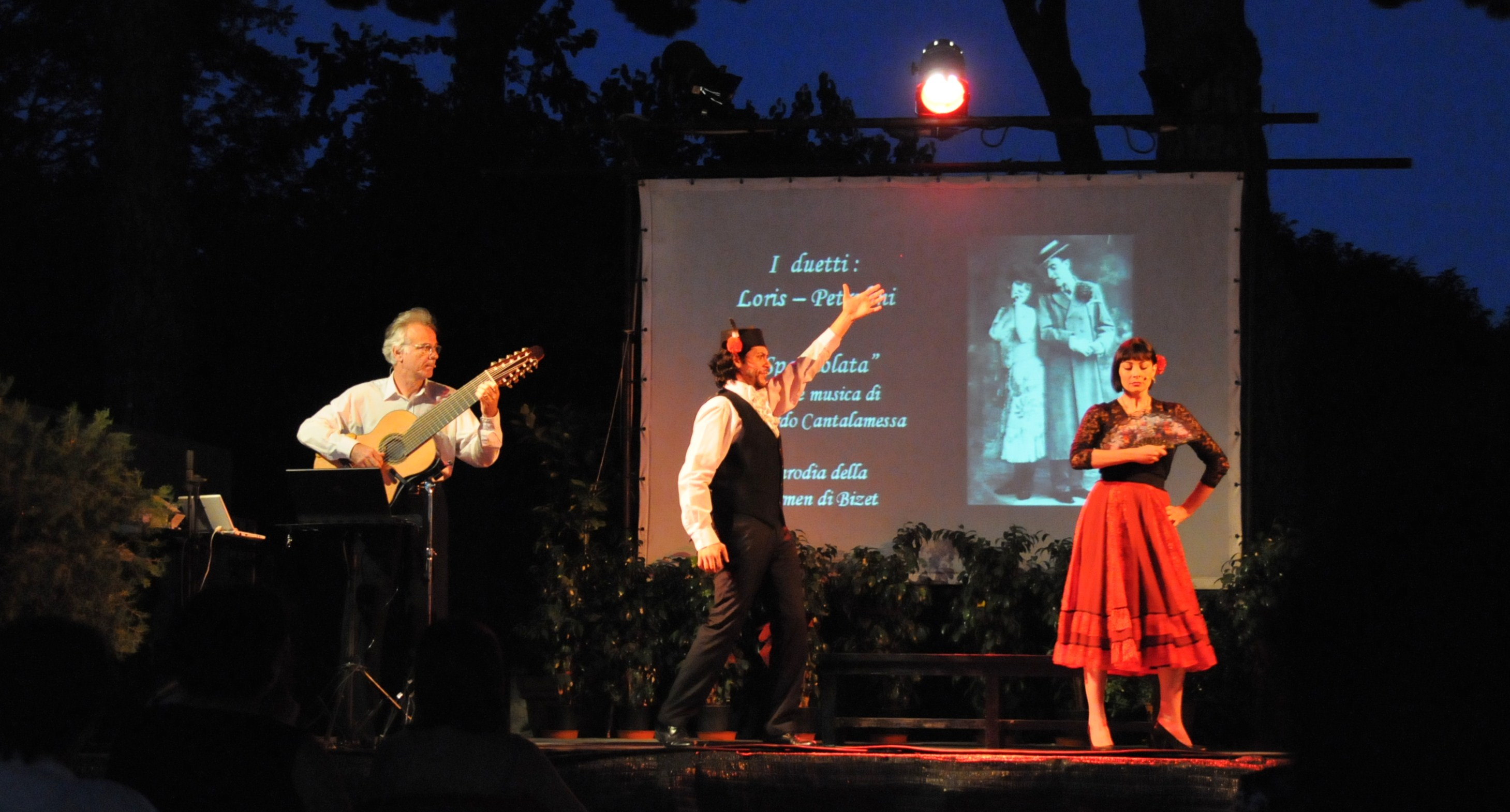
Paolo Gatti durante un numero di varietà al Giardino degli aranci
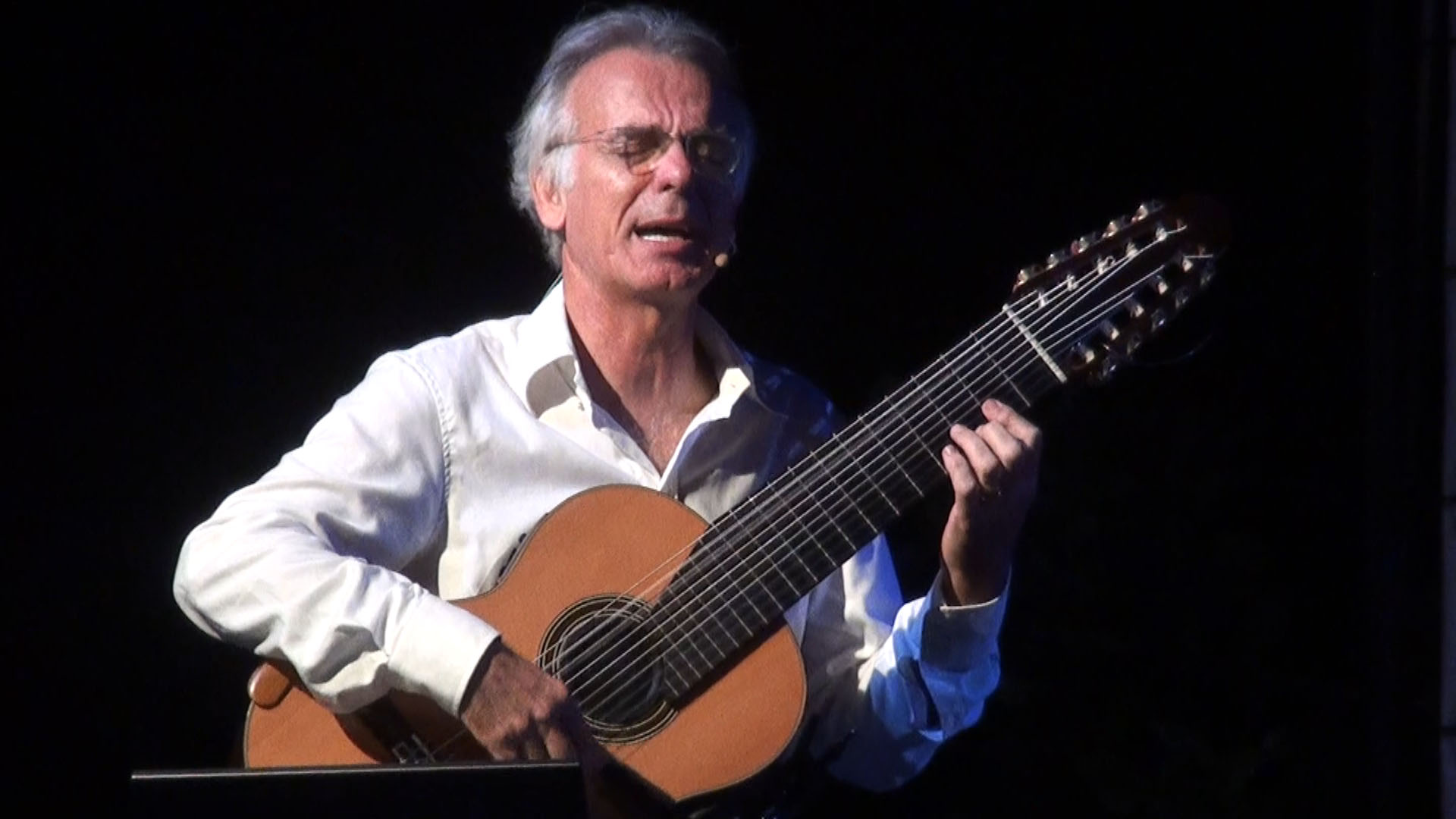
Paolo Gatti in concerto
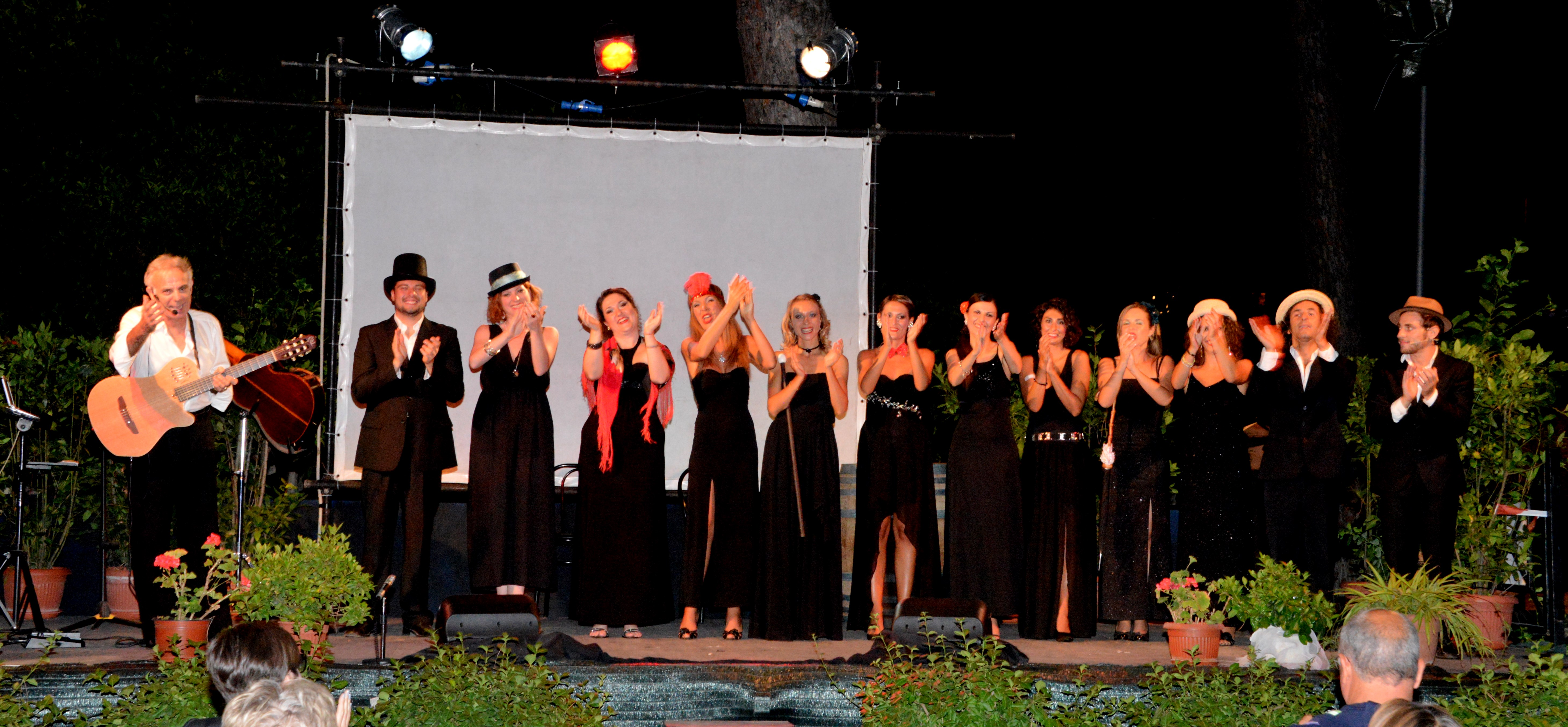
Paolo Gatti e la sua compagnia al Giardino degli aranci nel 2013